# Atlas Vending
Atlas Vending es el cuarto álbum de estudio de la banda canadiense de rock: METZ publicado el 9 de octubre de 2020.
Su productor ahora fue Ben Greenberg. 

## Lista de canciones
| Atlas Vending (CD) |                               |          |  |
| N.º                | Título                        | Duración |  |
| 1.                 | «Pulse»                       | 4:21     |  |
| 2.                 | «Blind Youth Industrial Park» | 3:01     |  |
| 3.                 | «The Mirror»                  | 5:02     |  |
| 4.                 | «No Ceiling»                  | 1:35     |  |
| 5.                 | «Hail Taxi»                   | 4:31     |  |
| 6.                 | «Draw Us IN»                  | 3:56     |  |
| 7.                 | «Sugar Pill»                  | 2:55     |  |
| 8.                 | «Framed by the Comet's Tail»  | 4:52     |  |
| 9.                 | «Parasite»                    | 2:24     |  |
| 10.                | «A Boat to Drown In»          | 7:39     |  |
| 40:17              |                               |          |  |